# Americká zahrada
Americká zahrada je chráněné území o rozloze 1,68 ha v okrese Klatovy v Plzeňském kraji v Česku, které bylo Ministerstvem kultury vyhlášeno za chráněné území kategorie národní přírodní památka. Nachází se několik kilometrů severozápadně od Klatov, necelé dva kilometry od Chudenic v lesním komplexu Žďár pod rozhlednou Bolfánek.
Jedná se o arboretum se sbírkou 219 druhů a kultivarů listnatých i jehličnatých dřevin severoamerického, evropského a asijského původu. Celkové množství dřevin činí asi 329 kusů. Unikátní jsou dvě, douglaska tisolistá (Pseudotsuga menziesii) a dřín květnatý; významný je také liliovník tulipánokvětý. Zahrada byla založena roku 1842 bývalým majitelem velkostatku Chudenic Evženem Černínem. Původně měla sloužit k pěstování a rozmnožování domácích i dovezených rostlin. Rostliny odsud se pak vysazovaly v zámeckém parku ležícím v okolí zámku Lázeň, letního sídla Černínů. Vlastníkem zahrady je stát, hospodaří zde státní podnik Lesy ČR, správu vykonává Správa Chráněné krajinné oblasti Český les.
Americká zahrada je přístupná celoročně a bezplatně. Jedná se o velký soubor druhů jedinečných jak v Evropě, tak ve světě, přičemž mnoho exemplářů pochází už z doby jejího založení. Zahrada je významná jak z hlediska dendrologického, tak z estetického.

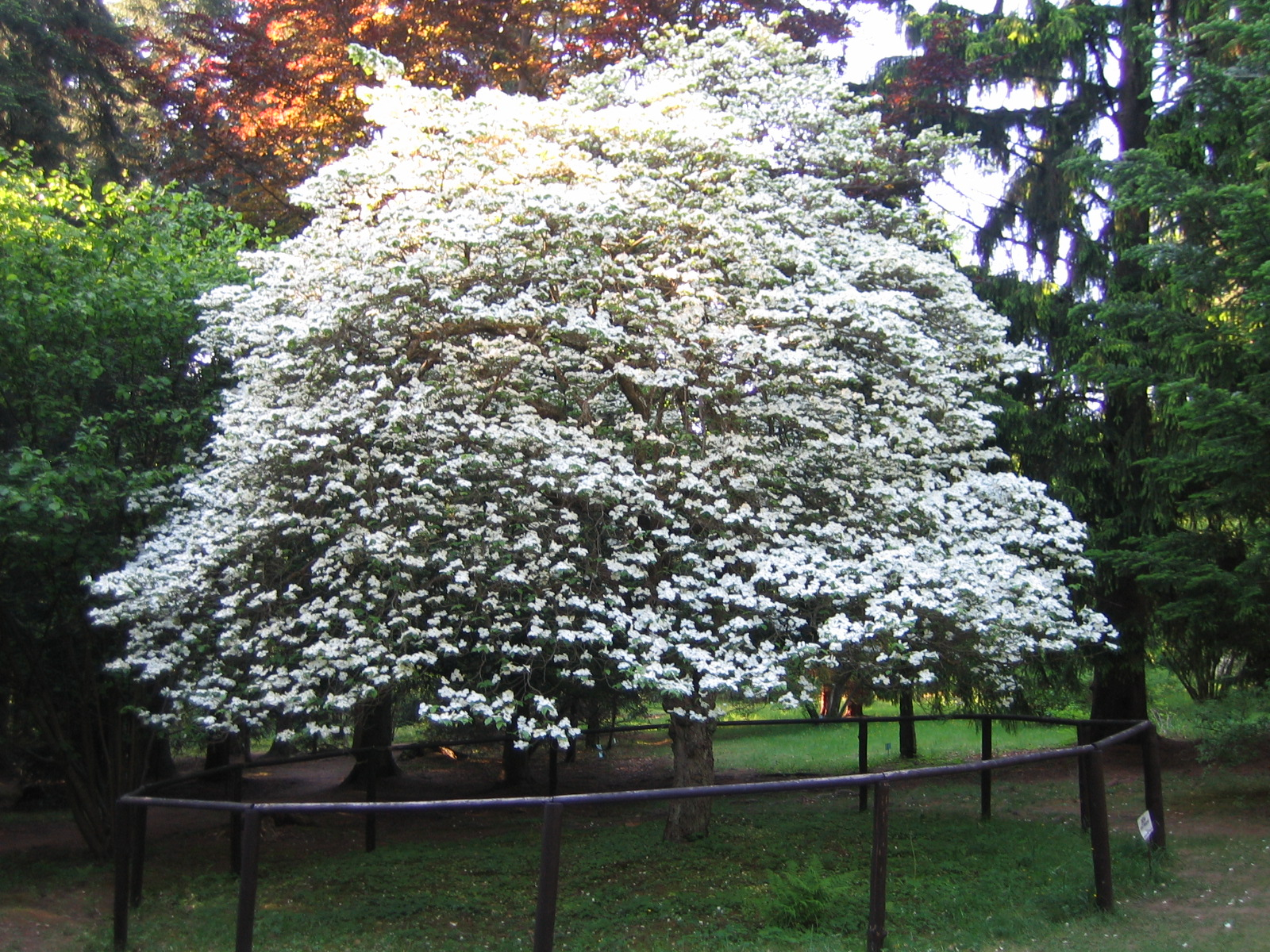
Dřín květnatý

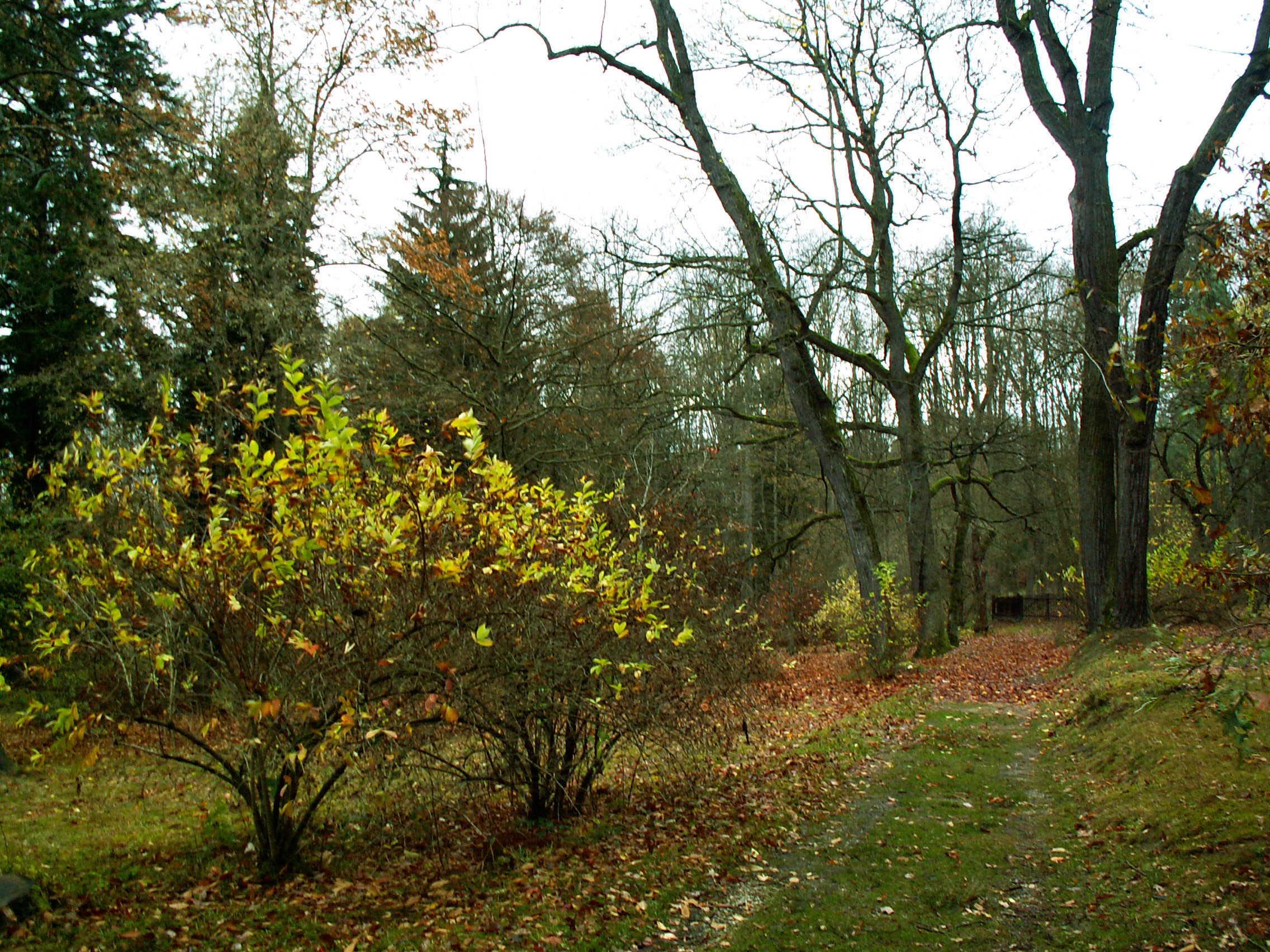
Cesta ke druhému vchodu do zahrady

## Lokalita
Americká zahrada leží 2 kilometry západně od městyse Chudenic v přírodní lesní oblasti Západočeská pahorkatina. Rozkládá se v podhorské kotlince mezi středním (Suchohorské pásmo) a východním, nejmohutnějším hřbetem v nadmořské výšce 507–523 metrů. V blízkosti se nachází dominanta Chudenicka, rozhledna Bolfánek, která zde byla zřízena v roce 1845, dále park u zámku Lázeň a Kvapilovo nebo také Rusalčino jezírko, jímž se nechal skladatel Dvořák inspirovat při psaní svého libreta.

## Historie
Americká zahrada byla založena roku 1828 jako okrasná školka cizokrajných rostlin pro park u lázeňského domu. Od roku 1832 sloužila jako zásobní zahrada; nejspíše z toho důvodu je zahrada pravidelně uspořádána do obdélníkových dílců a záhonů, dochovaných dodnes. Až v roce 1842 byla budována jako sbírka cizokrajných dřevin bývalým majitelem velkostatku Chudenice hrabětem Evženem. Černín také založil Dendrologickou společnost v Průhonicích. Vrchní Jílek zahradu nejdříve nazýval „Americkou partií“, kvůli převaze dřevin ze Severní Ameriky, později Černín změnil úmysly a ze školky se stalo arboretum. Poprvé se o ní jako o „Americké zahradě“ mluví v rozpočtovém návrhu přibližně 4 roky po založení.
Výsadbu realizoval zahradník Karel Zahn v roce 1842. Z bubenečského parku v Praze bylo zakoupeno 100 taxonů exotických dřevin a kultivarů a zaškolkováno. Dále byly přivezeny sazenice z Flottbecku, od firmy James Booth. Právě odtamtud pochází douglaska tisolistá, která dnes dominuje svou velikostí a je pravděpodobně nejstarším jedincem tohoto druhu v Evropě.
V dalších letech byla zahrada tak bohatá, že plnila zásobovací funkci pro bývalé černínské parky, zahrady a parky hlavně v západních Čechách. V roce 1874 se vedení ujal lesmistr Basel, kterému pomáhal botanik Čelakovský. Obstarával sazenice z celého světa a měl tak hlavní zásluhu na vědecké hodnotě arboreta. Za Baselova vedení v roce 1874 zažila zahrada největší rozkvět. Ve 40. letech 20. století zahrada změnila majitele, stal se jím Lesní závod v Červeném Poříčí. V padesátých letech byla rozšířena v dolní části, nově oplocena a k rostlinám byly připojeny jmenovky; místo starého zděného zahradního domku tehdy postavili nový dřevěný altán. Dne 28. prosince 1969 ministerstvo kultury zahradu vyhlásilo za chráněný park (pod číslem jednacím 13.369-II/2S). Statut chráněného parku změnila vyhláška Ministerstva životního prostředí č. 395/1992 Sb., která území zařadila do kategorie národní přírodní památka. Evidence z roku 1970 v zahradě uvádí 362 jedinců dřevin, 204 druhů a odrůd.

## Přírodní podmínky

### Geologie
Americká zahrada leží v geologickém regionu Bohemikum-Barrandien a ostrovní zóně středočeského plutonu. Podložní horniny tvoří na převážné části kontaktně metamorfované bazalty s vložkami kontaktně metamorfovaných tufů a tufitů. Při západním okraji zahrady probíhá kontakt bazaltů s epidot-amfibolickými rohovci; toto geologické rozhraní může být příčinou tamějšího lokálního zamokřování.

### Flora

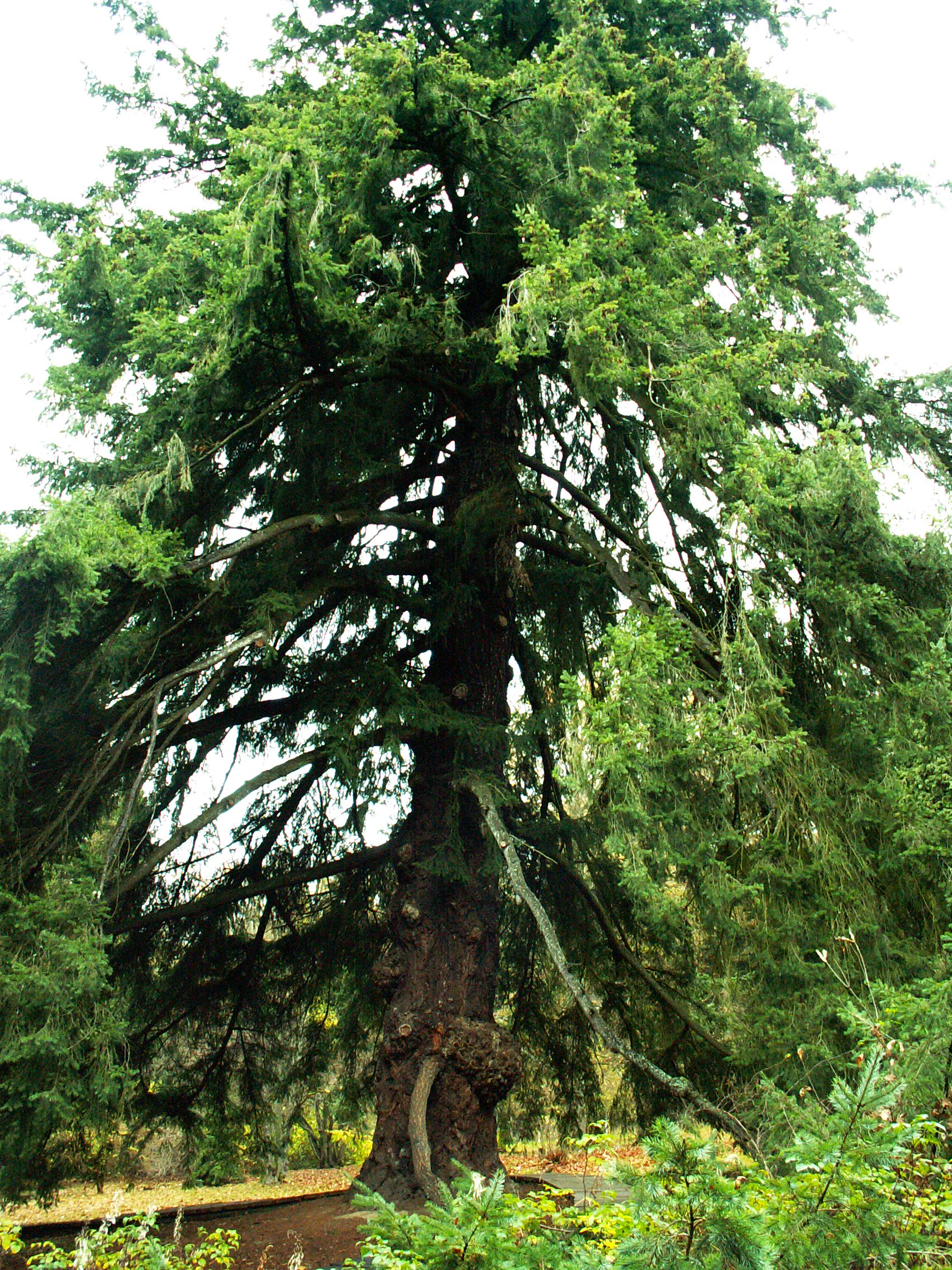
Douglaska tisolistá

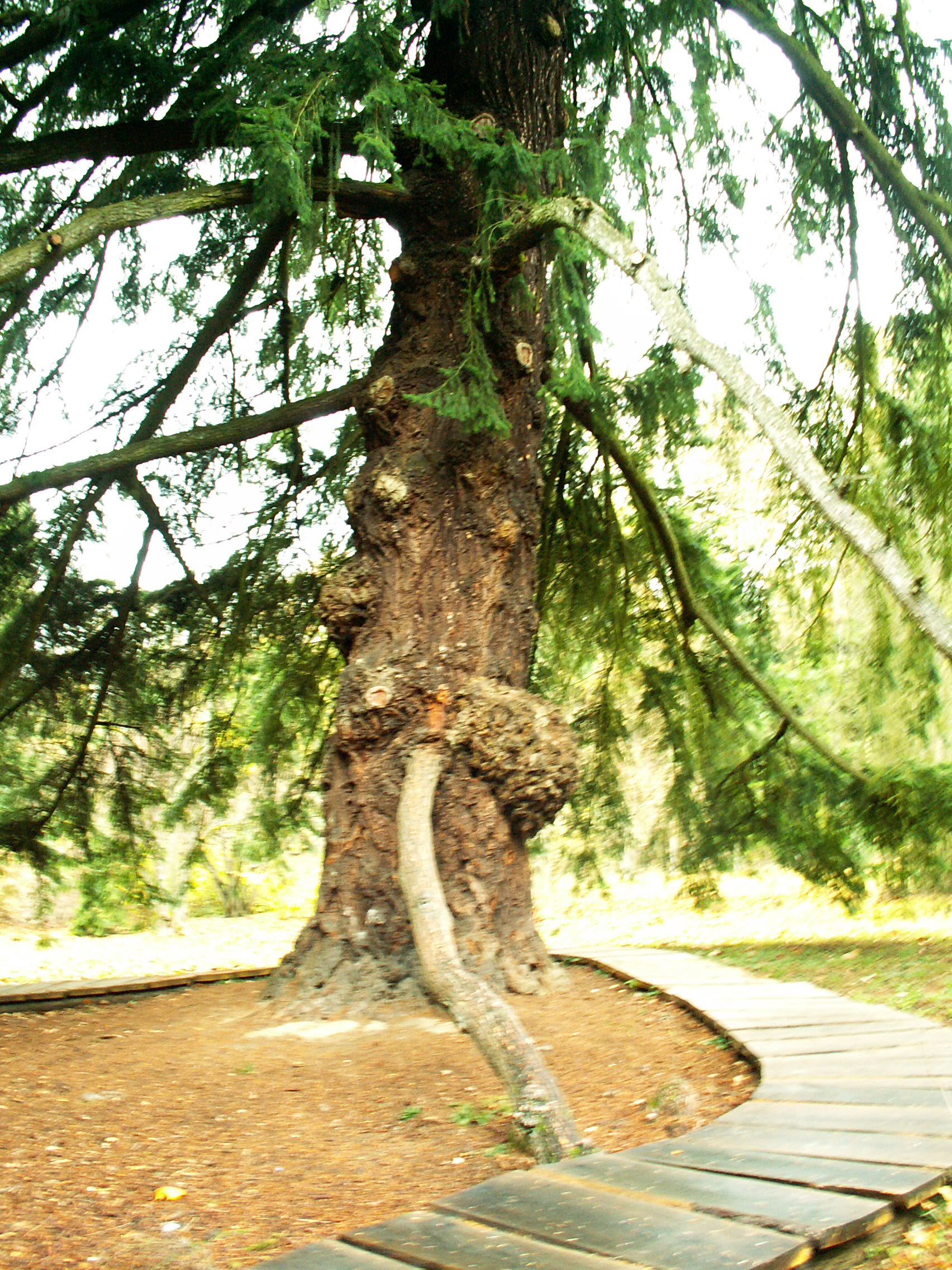
Chudenická douglaska zblízka

V roce 2010 bylo v zahradě evidováno 180 stromů a 149 ostatních dřevinných rostlin. Celkem je zde zastoupeno 219 druhů a kultivarů severoamerických, evropských a asijských dřevin. Podle původního areálu rozšíření patří 43 % dřevin do taxonů Severní Ameriky, 41 % do taxonů Evropy, 13 % do taxonů Asie a 3 % zůstala nezařazena. 68 % stromů je listnatých a 32 % jehličnatých. K věkovému zastoupení stromů: 76 % tvoří dospělí jedinci, 22 % dospívající a 2 % jsou přestárlí a odumírající. Nejstarším a zároveň nejvzácnějším exemplářem je dnes douglaska tisolistá (Pseudotsuga menziesii), která byla vysazena v roce 1842. Podle posledního měření z května roku 2010 je výška stromu 34,8 m, obvod kmene 5,72 m a obvod koruny 68 m. Jedná se o jeden ze tří nejstarších žijících exemplářů v kontinentální Evropě. Douglaska tisolistá je jehličnatý strom, který dosahuje výšek okolo 50 metrů. Původně bychom douglasku našli v přímořských pohořích západní oblasti Severní Ameriky od Britské Kolumbie po Kalifornii.
Další unikátem je stromový exemplář dřínu květnatého (Cornus florida). Tento druh pocházejíci ze Severní Ameriky má zajímavé květenství s drobnými kvítky obklopenými čtyřmi až šesti velkými zákrovními bílými listeny. Méně známý, ale také významný je liliovník tulipánokvětý celolistý (Liriodendron tulipifera integrifolia), jediný jedinec svého druhu ve střední Evropě. Dalšími zajímavými dřevinami jsou severoamerický zerav obrovský (Thuja plicata Lamb.), původní druh z výsadby v roce 1842, který dorůstá až 45 metrů, zeravinec japonský (Thujopsis dolabrata) také z doby založení zahrady, ořechovec plstnatý (Carya tomentosa), dub cesmínolistý (Quercus ilicifolia), korkovník amurský (Phellodendron amurense), halézie karolínská (Halesia karolina), jochovec olšolistý (Clethra alnifolia) nebo smrk východní (Picea orientalis).

### Fauna
Vzhledem k charakteru památky se průzkumy v Americké zahradě donedávna nezaměřovaly na výskyt zvláště chráněných druhů živočichů. Vyskytuje se zde osm až deset druhů netopýrů: netopýr severní (Eptesicus nilssonii), netopýr večerní (E. serotinus), netopýr rezavý (Nyctalus noctula), netopýr stromový (Nyctalus leisleri), netopýr hvízdavý (Pipistrellus pipistrellus), netopýr černý (Barbastella barbastellus), Myotis mystacinusl brandtii a Plecotus aurituslaustriacus. Jejich přítomnost byla zjištěna pomocí ultrazvukové detekce a odchytu.

## Ochrana
Americkou zahradu vlastní stát, hospodaří zde Lesy ČR, oficiální správu nad tímto chráněným územím vykonává AOPK ČR – Správa CHKO Český les. Největší zásluha o udržování zahrady patří Občanskému sdružení OTISK. Pro zahradu byl nově vytvořen plán péče na léta 2013-2022. V zahradě se dvakrát ročně provádí sečení travního porostu, odklízí se spadlé větve, na podzim se shrabává a odváží opadané listí. Jsou odtud odstraňovány invazivní druhy. Ošetřování stromů zahrnuje zdravotní i bezpečnostní řezy, instalaci stabilizačních vazeb a odstraňování nežádoucích jedinců nebo těch, kteří představují nebezpečí. 

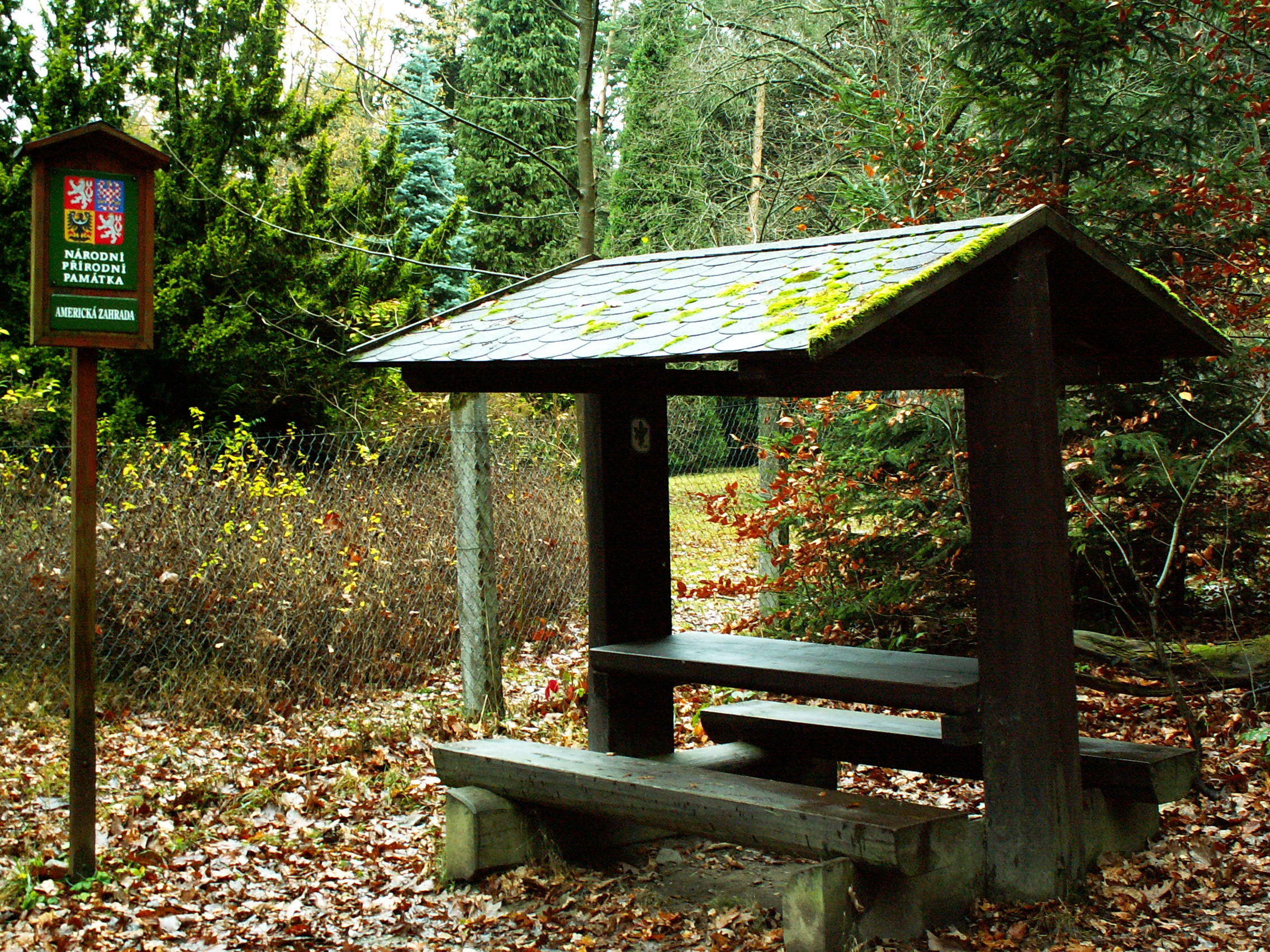
Sezení u Americké zahrady

Zahradu ohrožuje několik faktorů, především snížení druhové variability cílových dřevin, nedostatečná výsadba mladších dřevin a konkurence dřevin z lesního porostu. Problémem je také nevhodné umístění dřevin vedle sebe a nevhodné dosadby stromů do zahrady vzhledem k jejich ekologickým nárokům. Byla prováděna mechanická likvidace ostružiníku, který sem pronikal z okolních lesních porostů, a chemická likvidace křídlatky. Dále se zde pravidelně sází dřeviny, zatím naposled v roce 2010; nejnovějšími přírůstky jsou kalina severoamerická (Viburnum lentago), dub velkoplodý (Quercus macrocarpa), bříza papírovitá (Betula papyrifera), bříza topololistá (Betula populifolia) a jabloň korunná (Malus coronaria).
Je nutné provádět základní ošetření některých stromů zahrnující bezpečnostní, zdravotní, redukční a prosvětlovací řezy, v některých případech byly instalovány korunové vazby. V roce 2010 se muselo vykácet 30 kusů jedle kavkazské z důvodu špatného zdravotního stavu, v roce 2012 přibližně 18 odumírajících nebo uschlých stromů a kvůli redukci zastínění cílových dřevin arboreta. Celá zahrada je obehnána plotem z drátěného pletiva upevněného k betonovým sloupům. Vejít do ní umožňují dvě velké dřevěné brány postavené tak, aby pohledově bránily vstupu zvěři. Vybrané dřeviny chrání prosté dřevěné ohradníky a kolem douglasky tisolisté je vybudován povalový chodník. Základním dlouhodobým cílem je udržet reprezentativní soubor severoamerických dřevin s přiměřenou ekologickou valencí pro Českou republiku.